# My Heart
My Heart är Doris Days 29:e studioalbum. Det släpptes i september 2011. Den 11 september nådde albumet den brittiska Top-10-listan, vilket gjorde Day, som då var 87 år, till den äldsta artist som nått topp-10-listan med ett album med nytt material. Albumet släpptes i december 2011 i USA och blev Days första album på 47 år på Billboard 200-listan, där skivan debuterade på plats 135.
Åtta av låtarna på skivan är nya, varav tre är skrivna av Doris Days son, Terry Melcher, och Bruce Johnston. Många av dessa låtar spelades in under 1980-talet, ursprungligen för att användas i Doris Day's TV-program Doris Day's best Friends.
Den amerikanska utgåvan av skivan innehåller en extra sång, "Stewball", en duett med Doris Day och hennes, vid tiden för skivans utkomst avlidne, son Terry Melcher. Skivan innehåller även en sång som helt sjungs av Melcher, med intro och minnesord av Doris Day.

## Låtlista
1. "Hurry, It's Lovely Up Here" (Alan Jay Lerner, Burton Lane) – 2:16
2. "Daydream)" (John Sebastian) – 3:17
3. "The Way I Dreamed It" (Bruce Johnston, Terry Melcher) – 3:26
4. "Heaven Tonight" (Bruce Johnston) – 3:23
5. "My One and Only Love" (Guy Wood, Robert Mellin) – 3:39
6. "My Heart" (Bruce Johnston, Terry Melcher) – 4:25
7. "You Are So Beautiful" (Billy Preston, Dennis Wilson, Bruce Fisher) – 2:24
8. "Life Is Just a Bowl of Cherries" (Ray Henderson, Lew Brown) – 2:55
9. "Disney Girls" (Bruce Johnston) – 4:32
10. "Stewball" (enbart på amerikanska utgåvan) (Traditionell, arrangerad av Terry Melcher) – 4:08
11. "My Buddy" (Walter Donaldson, Gus Kahn) – 3:12
12. "Happy Endings" (Bruce Johnston, Terry Melcher) (framförd av Terry Melcher med intro av Doris Day) – 4:26
13. "Ohio" (Betty Comden, Adolph Green, Leonard Bernstein) – 3:04